# ۳۲۶ (میلادی)
۳۲۶ (میلادی) سیصد و بیست و ششمین سال تقویم میلادی است.

## رویدادها
- کنستانتین بزرگ بیزانتیوم را به‌عنوان پایتخت جدید امپراتوری روم برگزیده و آن را به کنستانتینوپل (قسطنطنیه) تغییر نام می‌دهد.

## درگذشتگان
‎